# Iberis aurosica
Iberis aurosica là một loài thực vật có hoa trong họ Cải. Loài này được Chaix mô tả khoa học đầu tiên năm 1786.